# Horst D. Schulz
Horst D. Schulz (* 15. Oktober 1942 in Rostock-Warnemünde) ist Professor für Geochemie und Hydrogeologie und arbeitet im Bereich der Ozeanographie.

## Biografie
Schulz studierte von 1962 bis 1966 Geologie und Paläontologie in Aachen und Berlin und promovierte 1970 an der RWTH Aachen zum Thema Chemische Vorgänge beim Übergang vom Sickerwasser zum Grundwasser. Von 1970 bis 1986 war er wissenschaftlicher Mitarbeiter der Universität Kiel, 1977 habilitierte er und wurde 1983 zum außerplanmäßigen Professor berufen.
1980 war er zu einem Forschungsaufenthalt an der University of Waterloo, Kanada.
Seit 1986 ist er Professor für das Fachgebiet „Geochemie und Hydrogeologie“ an der Universität Bremen und wurde 2005 Honorary Professor am First National Institut of Oceanography, Qingdao, VR China. Seit 2007 befindet er sich im Ruhestand.
Einen Namen hat sich Horst D. Schulz auch in der Helgoland-Forschung gemacht. Im Anschluss an die Diskussion um das Helgoländer Kupfer, die von Jürgen Spanuth angestoßen worden war, unterstützte er seine These einer prähistorischen Kupferverhüttung auf Helgoland.

## Ehrungen
- Ihm wurden 2005 die Gustav-Steinmann-Medaille der Geologischen Vereinigung und
- 2009 die Hans-Stille-Medaille der Deutschen Gesellschaft für Geowissenschaften verliehen.
- 2015 wurde er zum korrespondierenden Mitglied der Academia Andaluza de la Historia ernannt.

## Veröffentlichungen
Schulz verfasste bisher rund 160 wissenschaftliche Veröffentlichungen, hauptsächlich Aufsätze in wissenschaftlichen Fachzeitschriften, sowie die Lehrbuchpublikation:
- H. D. Schulz und M. Zabel: Marine Geochemistry, Springer, 1. Aufl. 2000, 2. Aufl. 2006. ISBN 3540321438